# Закисељена вода
Закисељена вода је вода у коју је додат неки облик киселине, углавном сок лимуна, лимете или сирћета, да би се спречило да исечено или огуљено воће или поврће потамни или промени изглед. Поврће или воће које се ставља у закисељену воду могу да буду јабуке, авокадо, целер, кромпир и крушке. Када се воће или поврће уклони из киселине, неће почети да тамни барем сат или два.